# Steffen Jabin
Steffen Jabin (* 6. November 1982 in Leipzig) ist ein deutscher Sommerbiathlet in der Stilrichtung Crosslauf.
Steffen Jabin lebt mit seiner Frau und seinen 2 Kindern in Zella-Mehlis. Er startet für den SV Eintracht Frankenhain und trainiert sich selbst mit Unterstützung von D. Hermann (Lauf) und Horst Koschka (Schießen). Bei den Sommerbiathlon-Weltmeisterschaften 2004 in Osrblie belegte er Rang 13 im Sprint und 22. Plätze in Verfolgung und Massenstart. Mit der Staffel wurde er wie auch ein Jahr später bei den Sommerbiathlon-Europameisterschaften 2005 in Bystřice pod Hostýnem in Tschechien Siebter. 2008 gewann Jabin die Gesamtwertung des IBU-Cups. Die Sommerbiathlon-Weltmeisterschaften 2008 in Haute-Maurienne beendete er als Neunter im Sprint und als 14. in der Verfolgung. Bei den Deutschen Sommermeisterschaften gewann er 2008 den Sprintwettbewerb. Bei den Sommerbiathlon-Weltmeisterschaften 2009 in Oberhof erreichte Jabin im Sprint den 27. und in der anschließenden Verfolgung den 24. Platz.
2010 belegte der bei den Europameisterschaften in Osrblie den 22. Platz im Sprint und den 19. Platz in der Verfolgung. Bei den Sommerbiathlon-Europameisterschaften 2011 in Martell erreichte Jabin mit Rang sechs im Sprint sein bestes Resultat bei einem internationalen Großereignis. Im Verfolgungsrennen wurde er Elfter und mit Judith Wagner, Thordis Arnold und Marcel Bräutigam verpasste er im Staffel-Mixedrennen als Viertplatzierter eine Medaille.